# Тремор
Тремор је упадљиво невољно дрхтање целог тела, екстремитета или одређених група мишића, услед брзог наизменичног грчења. Тремор може бити хронични симптом неког органског, неуролошког или психичког обољења, али и пролазна нормална појава. Ове више или мање ритмичне осцилације могу имати различите амплитуде; од једва видљивих до веома великих које могу изазвати потпуну неспособност особе.

## Класификација
Удружење за поремећаје покрета заснива класификацију на разликовању између:
- тремора у миру
- постуралног
- простог кинетичког
- интенционог (при циљаним покретима) тремора.

У оквирима појединих клиничких синдрома могу се издвојити:
- појачани физиолошки тремор
- класични есенцијални тремор
- примарни ортостатски тремор
- специфични тремори-циљни и позициони
- дистонични тремор
- тремор код или у Паркинсонове болести
- церебеларни тремор
- Холмесов тремор
- палатални тремор
- медикаментни и токсични тремор
- тремор код периферних неуропатија
- психогени тремор

### Статички (положајни) тремор
Јавља се при испруженим рукама и најбоље се уочава када се прсти рашире. Може се лако осетити ако се дланови испитивача наслоне на врхове испружених прстију особе код које се испитује. Осцилације се могу учинити видљивим ако се на прсте испружених руку ставе листови папира. Помоћу посебних справа - акцелерометра могу се мерити фреквенца и амплитуда тремора.
Ова врста тремора се најчешће среће као физиолошки тремор. Он настаје при одржавању истог положаја и представља сметњу када је претеран, на пример код треме при наступу пред публиком. Фреквенција му је 8-12 херца. Статички тремор се јавља и као симптом неурозе, алкохолизма или тиреотоксикозе.
Болест sui generis се зове есенцијални тремор. Уколико се јави у сенијуму после 65. године назива се сенилни тремор, а ако се јавља породично — породични тремор. Наслеђује се аутозомно доминантно и може да се јави у било ком животном добу. Има спор ток. Најчешће се јавља на прстима руку, али може да захвати и главу и гласне жице када даје дрхтав (тремолиран) глас. Обично је статички, али може да буде интенциони, а некада се јавља и при мировању. Са узимањем алкохола се смањује, али се по престанку његовог дејства погоршава. У случају тремора у миру могућа је погрешна дијагноза Паркинсонове болести. За лечење се користе бета блокатори (пропранолол и други), цлоназепам и примидон.

### Тремор у миру
Настаје као последица Паркинсонове болести.

### Интенциони, кинетички, акциони тремор
Настаје код оштећења церебелума. Најчешће се среће код мултипле склерозе. У неким случајевима може бити огромних амплитуда па се сваки вољни покрет претвара у право млатарање екстремитетом. Интенциони тремор је чест знак хепатоцеребралне дегенерације.

### Алтернирајући, постурални или рубрални тремор
Јавља се при заузимању одређеног положаја. То значи да се рецимо овај тремор јавља на рукама када се оне испруже. Ово је груб тремор целих екстремитета у вертикалном смеру са прогресивним увећањем амплитуде. Главу и труп захвата при седећем положају. Знак је дисфункције дентато-рубро-таламо-кортикалног пута. Обично се види код мултипле склерозе.

### Хистерични тремор
Осим ових врста органских тремора постоји и хистерични тремор, који је неправилан, груб, променљив, губи се са одвраћањем пажње. Најчешће га је тешко разликовати од органског тремора.